# Domberg (Bamberg)

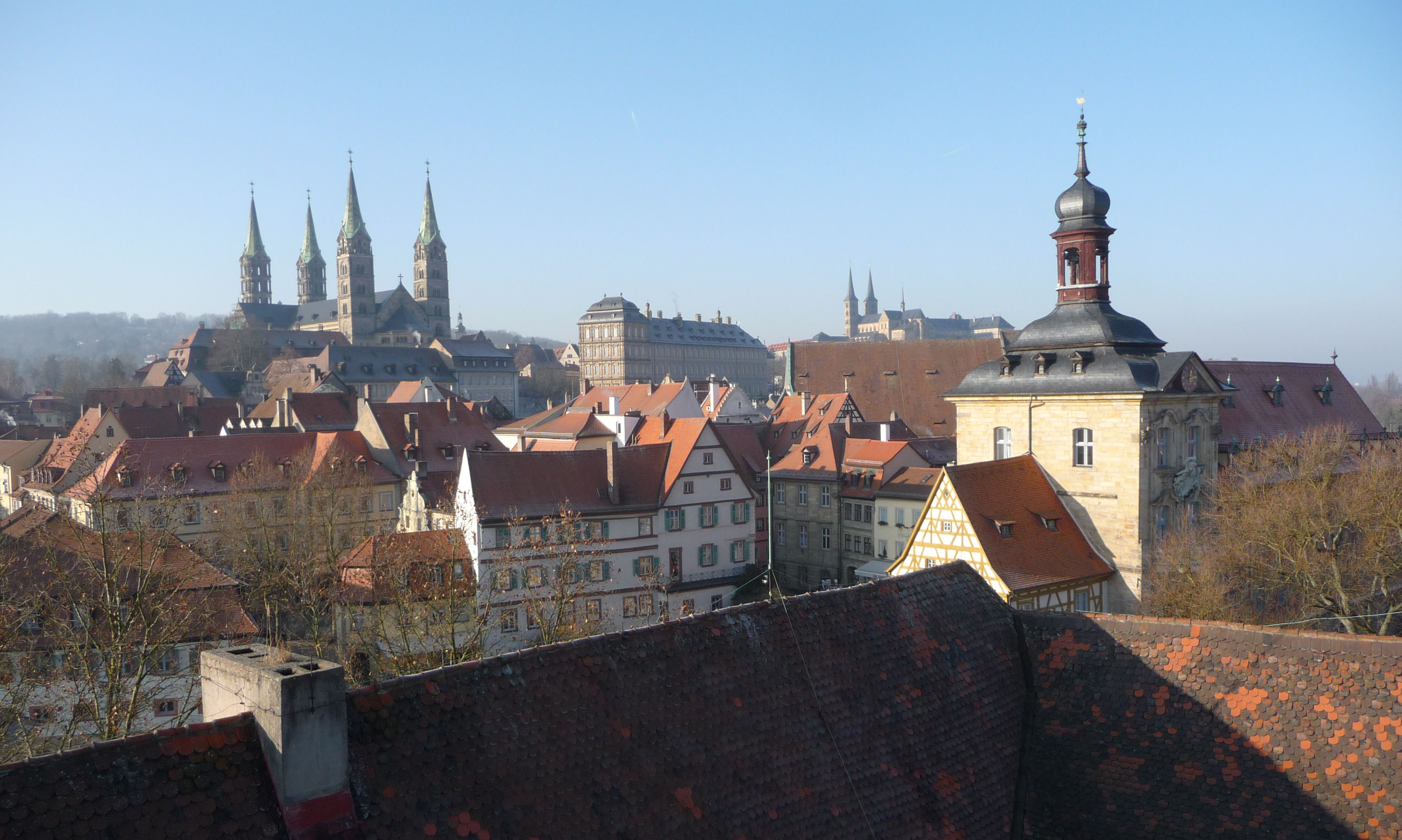
Ansicht von Geyerswörth (v. l.):
Bamberger Dom
Neue Residenz
Kloster Michelsberg
vorne rechts: Altes Rathaus

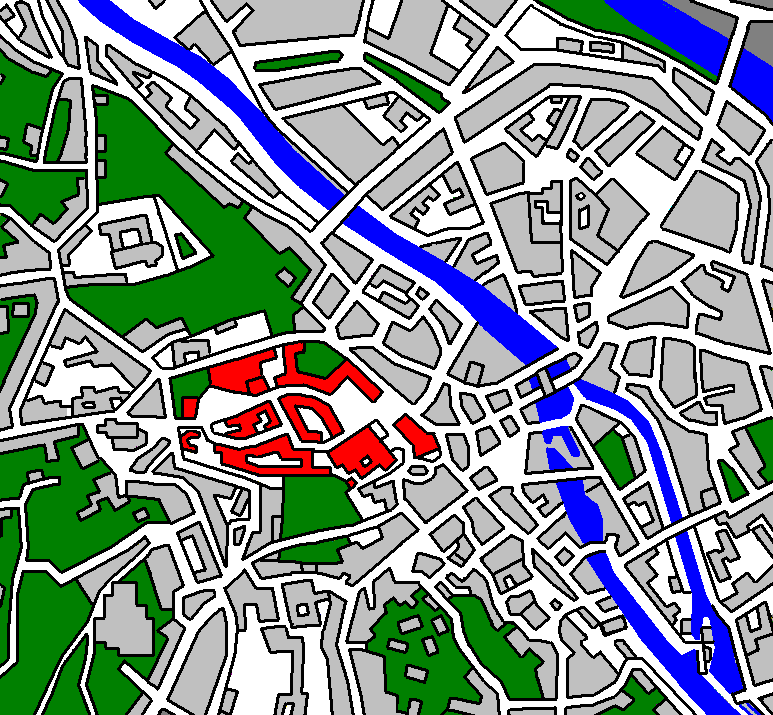
Lage in Bamberg

Der Domberg ist das historische Zentrum Bambergs und zeichnet sich durch einige historisch bedeutsame Gebäude aus, vor allem durch den romanischen Bamberger Dom. Der Domplatz ist geschichtlich bedeutsam, denn in diesem Bereich stand die Babenburg, aus der sich die Stadt Bamberg entwickelte.

## Geschichte

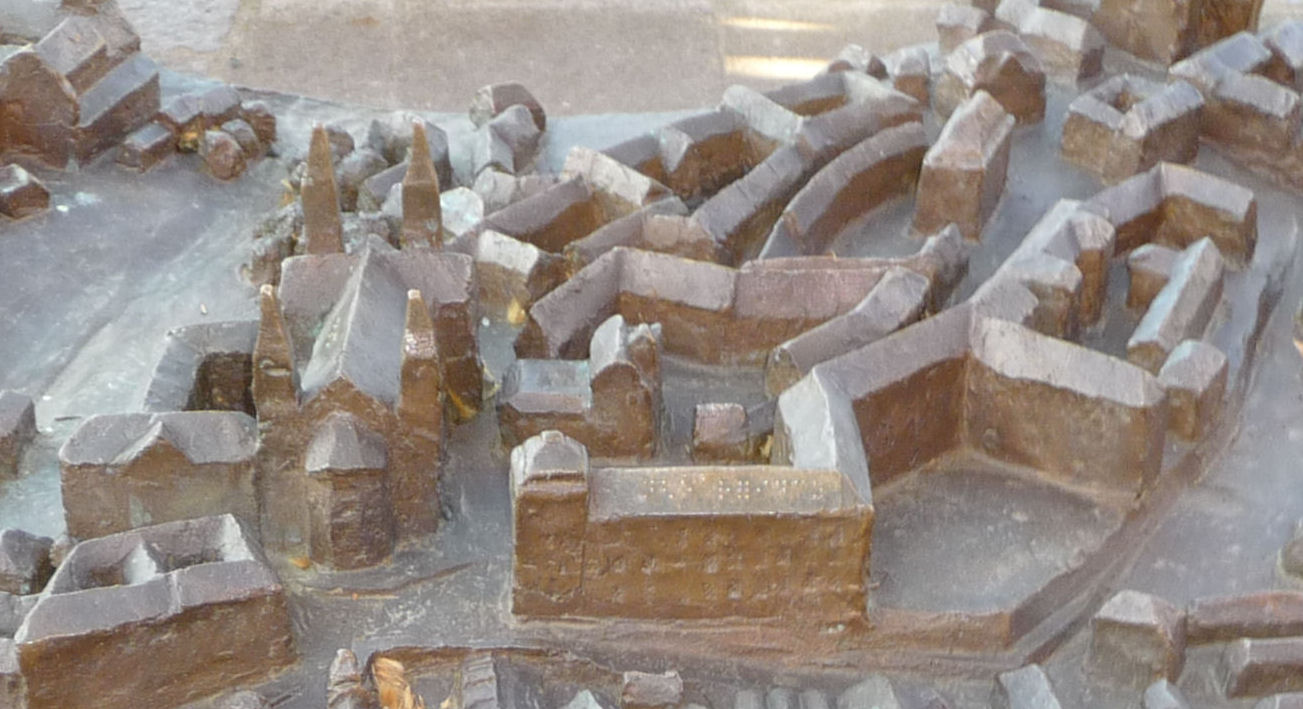
Modell des Dombergs

Der Domberg ist der berühmteste der sieben Hügel Bambergs und auch der am längsten bewohnte Teil der Stadt, denn bereits vor 3000 Jahren befand sich auf dem Berg eine Siedlung der Bronzezeit.
Mindestens seit 600 n. Chr. war der Domberg durchgehend besiedelt. Die erste urkundliche Erwähnung Bambergs aus dem Jahr 902 bezog sich auf das Castrum Babenberch auf dem späteren Domberg. Von diesem Babenberch hat die Stadt ihren Namen und leitet sich auch die Dynastie der Babenberger her.
Während des Dritten Reichs wurden auf dem Domplatz Feierstunden abgehalten.
Nach dem Zweiten Weltkrieg war der Domplatz mehrere Jahrzehnte lang der größte Parkplatz Bambergs, bis in den 1980er-Jahren die Autos und Busse von dort verbannt wurden.

## Domplatz

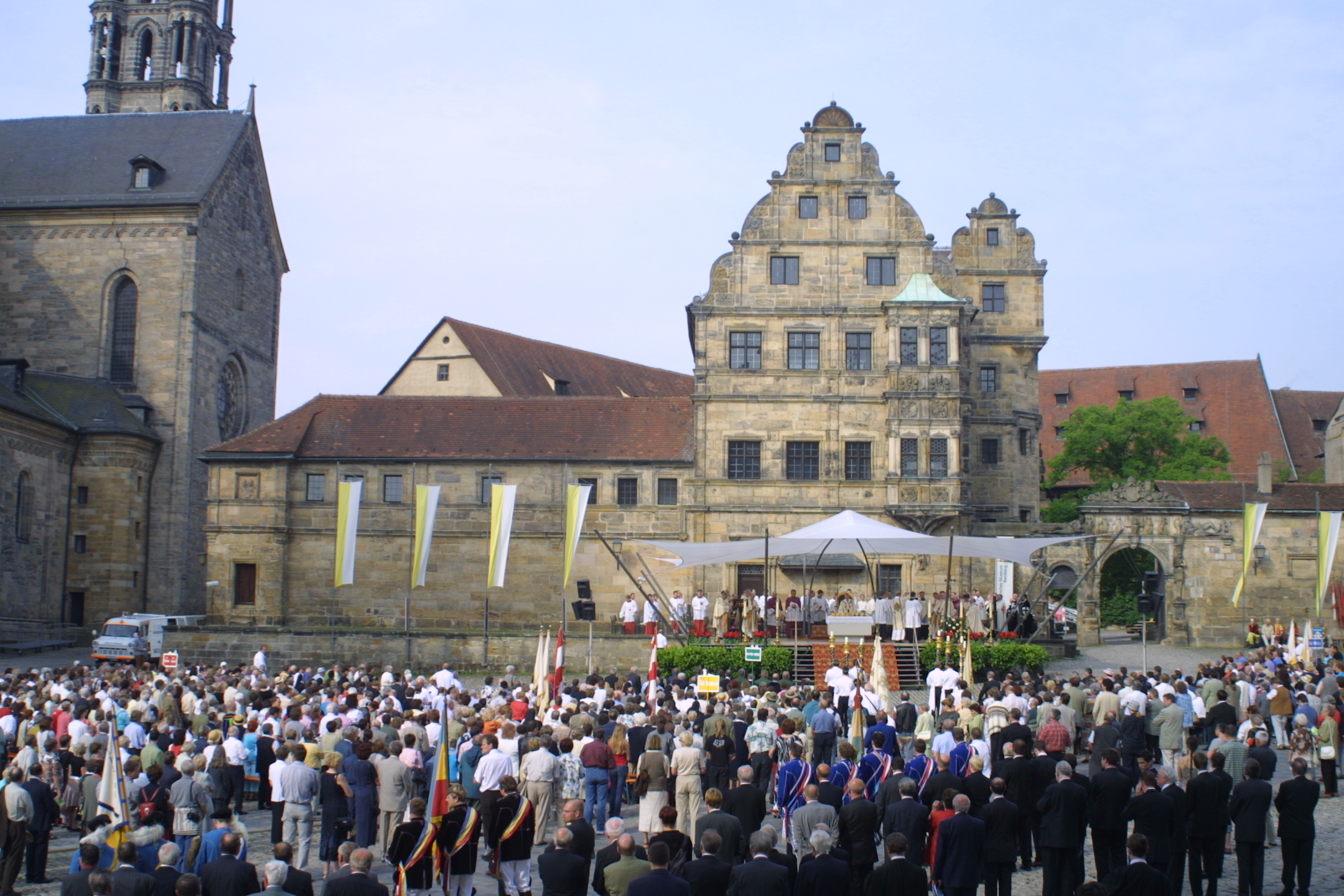
Domplatz während der Fronleichnamsprozession

### Name
Der Domplatz hieß bis zur Säkularisation Hofplatz oder Burgplatz. Lediglich der kleine Bereich vor dem Kapitelhaus wurde Domplatz genannt. Dann benannten die neuen bayerischen Herrscher das gesamte Areal zu Ehren der damaligen (evangelischen) Königin Karoline Karolinenplatz. Erst am Ende des Zweiten Weltkriegs bürgerte sich allmählich die Bezeichnung Domplatz ein und wurde im Jahr 1949 der amtliche Name.

### Lage
Das Gefälle des Platzes ergab sich erst als Folge der Niveauabsenkung des Domplatzes in den Jahren 1777 und 1778, die Treppenstufen zu den Portalen erforderlich machte. Diese Niveauabsenkung war notwendig, um einen direkten Zugang zur Bamberger Innenstadt zu schaffen. Vorher war das Tor am so genannten „Torschuster“ der einzige Zugang zum Domberg. Für die beiden neuen Zufahrten von Osten mussten zwei Domherrenkurien weichen. An ihrer Stelle bildet seither eine Mauer den Ostabschluss des Domplatzes. 1777 wurden auch Teile der Alten Hofhaltung abgebrochen, darunter die Andreaskapelle an der Nahtstelle zum Dom, der damit seine Verbindung zur Hofhaltung verlor.

### Architekturstile

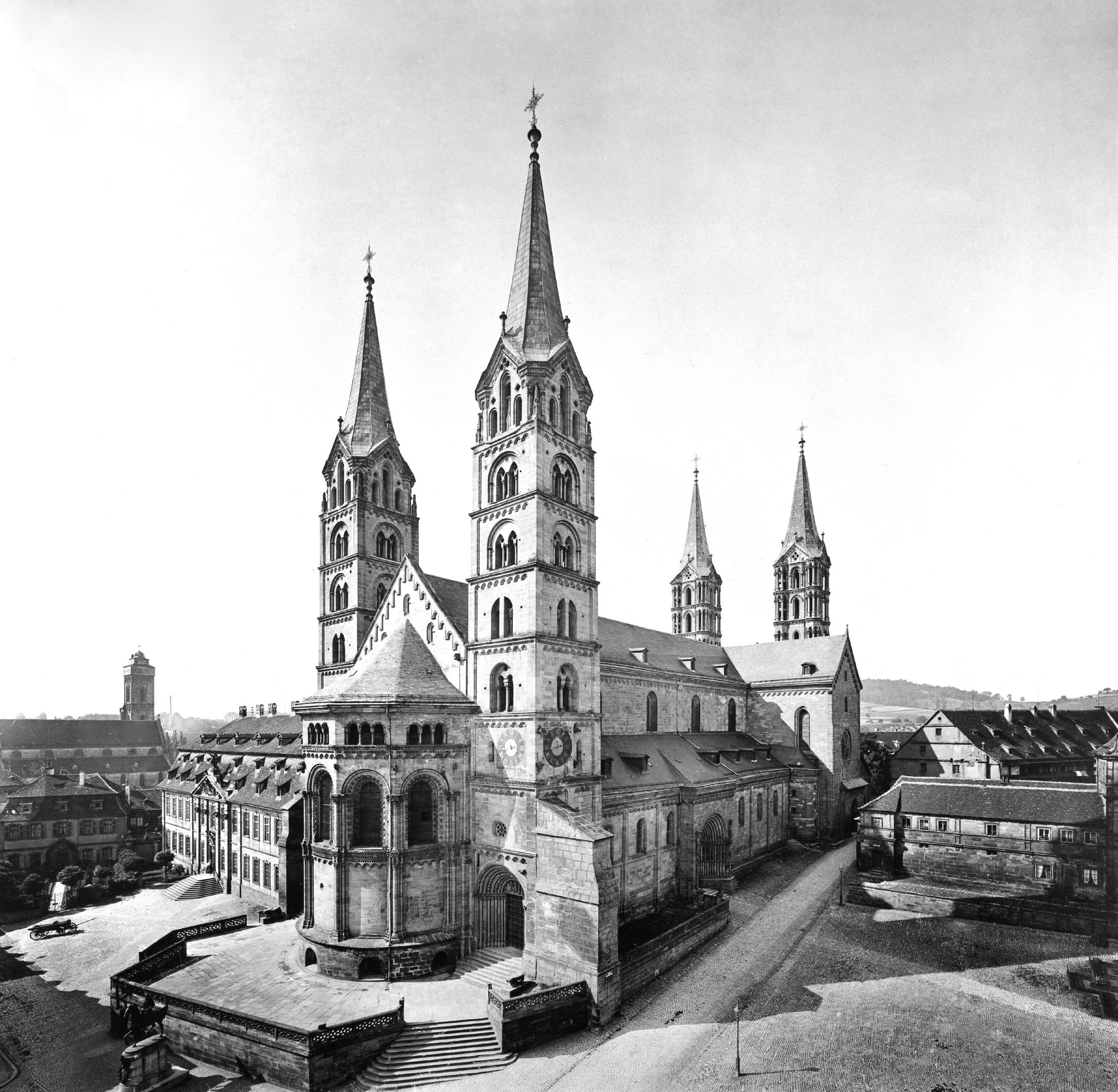
Der Bamberger Dom im Jahr 1880

Das Ensemble um den Domplatz ist kulturhistorisch interessant, da von hier aus vier Architekturstile zu sehen sind:
- Dom: Übergang von der Romanik (9. bis 12. Jahrhundert) zur Gotik (12. bis 16. Jahrhundert)
- Alte Hofhaltung: Renaissance (15. bis 16. Jahrhundert)
- Neue Residenz: Barock (16. bis 18. Jahrhundert)

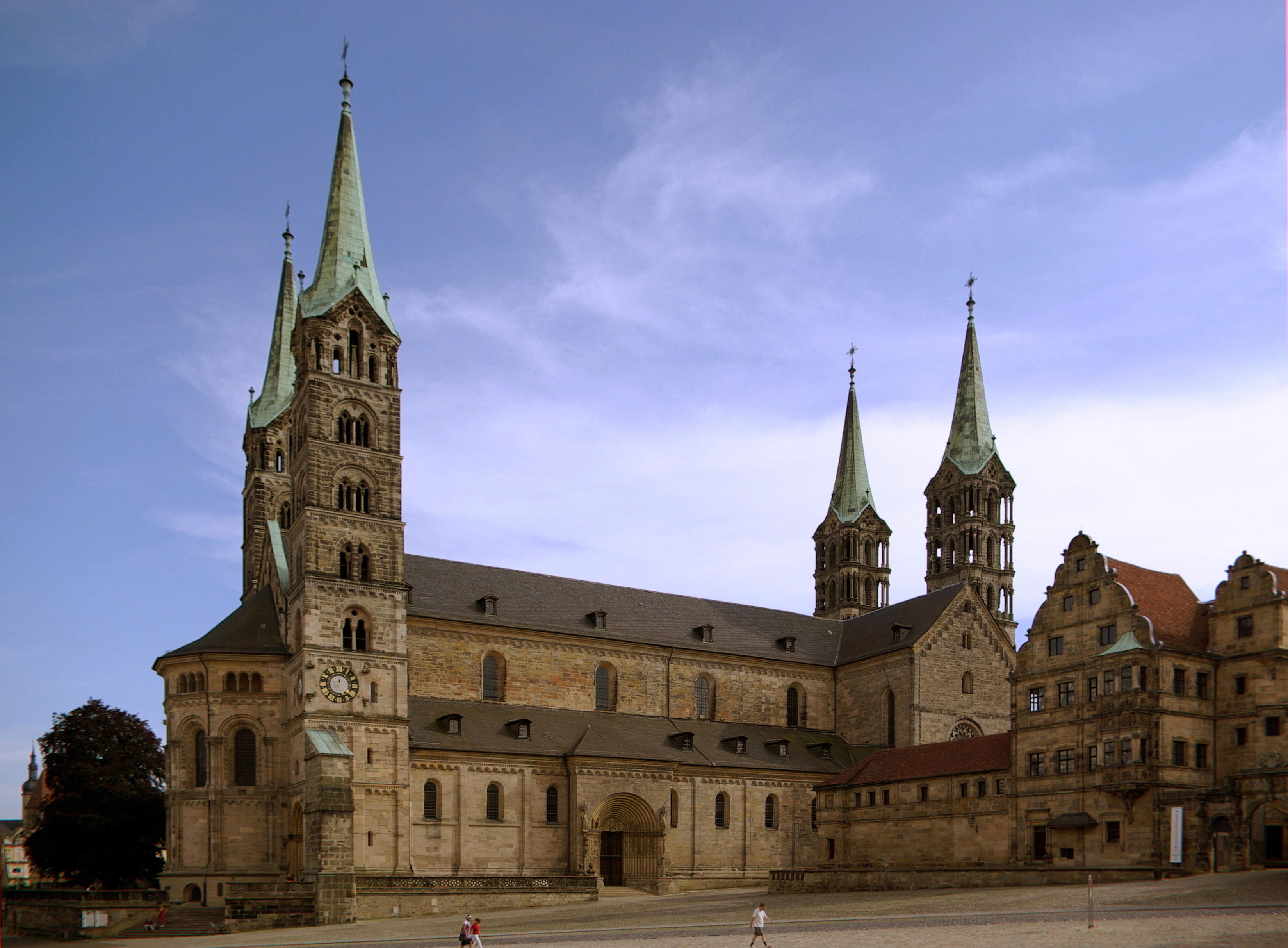
Dom
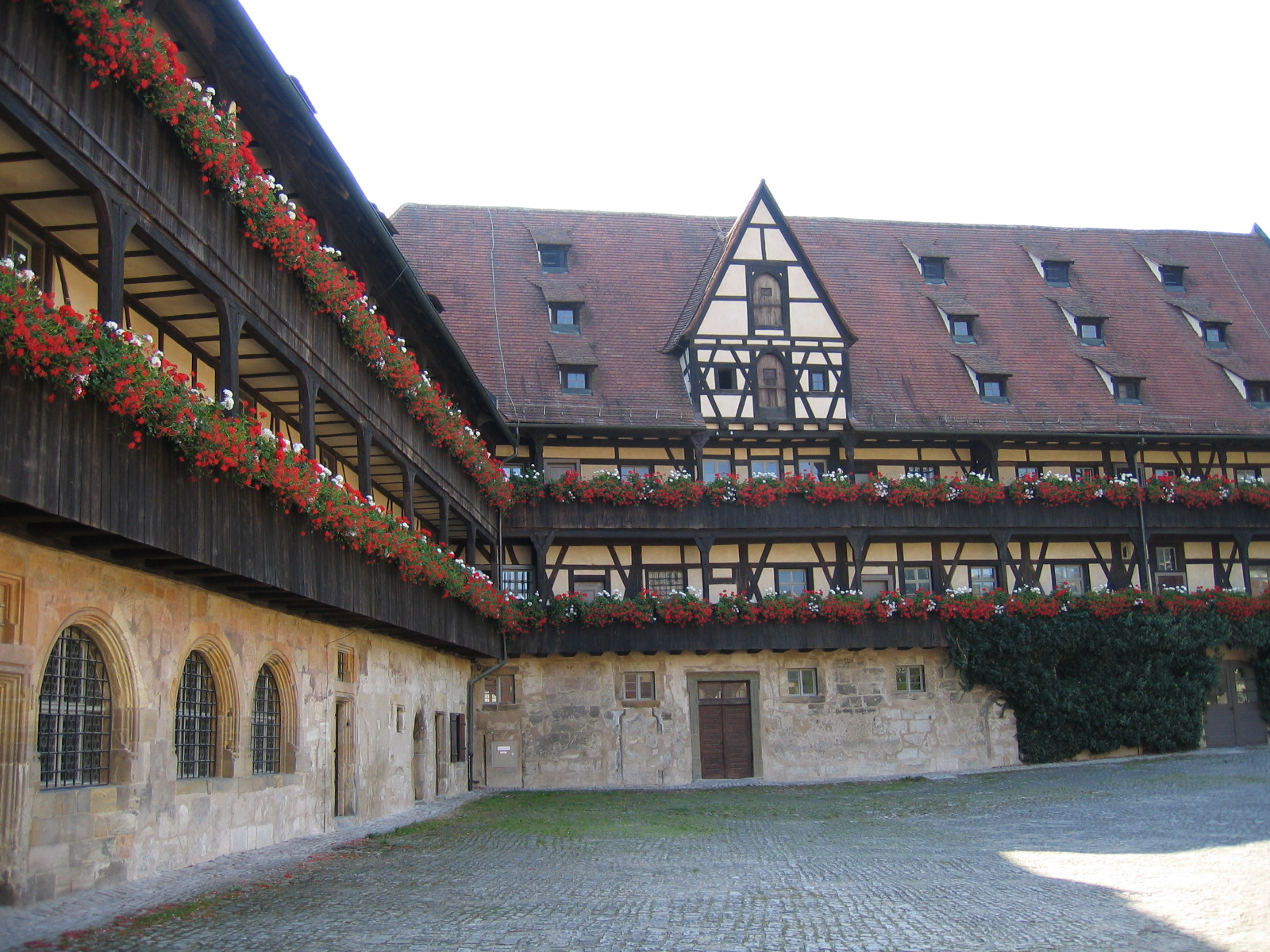
Alte Hofhaltung
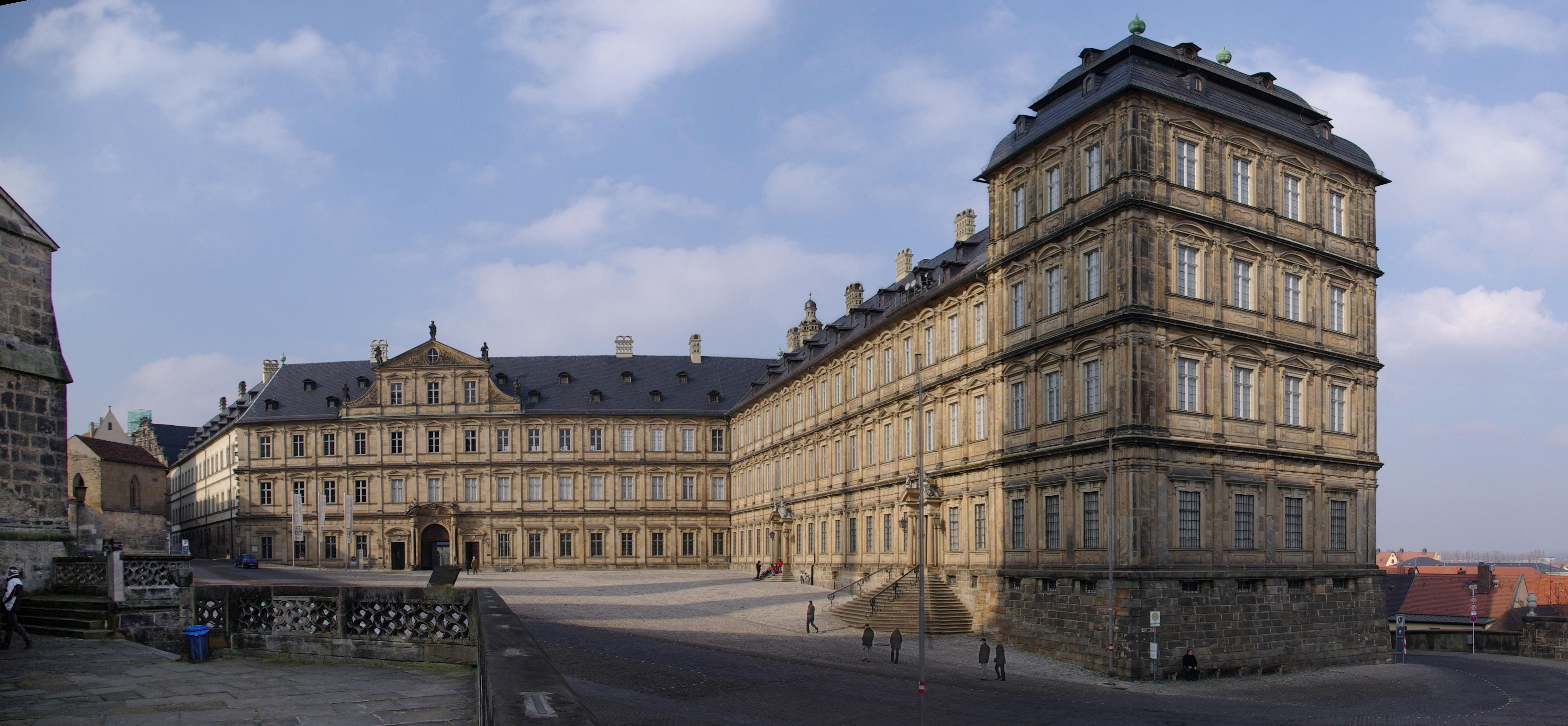
Neue Residenz

## Gebäude

### Dom

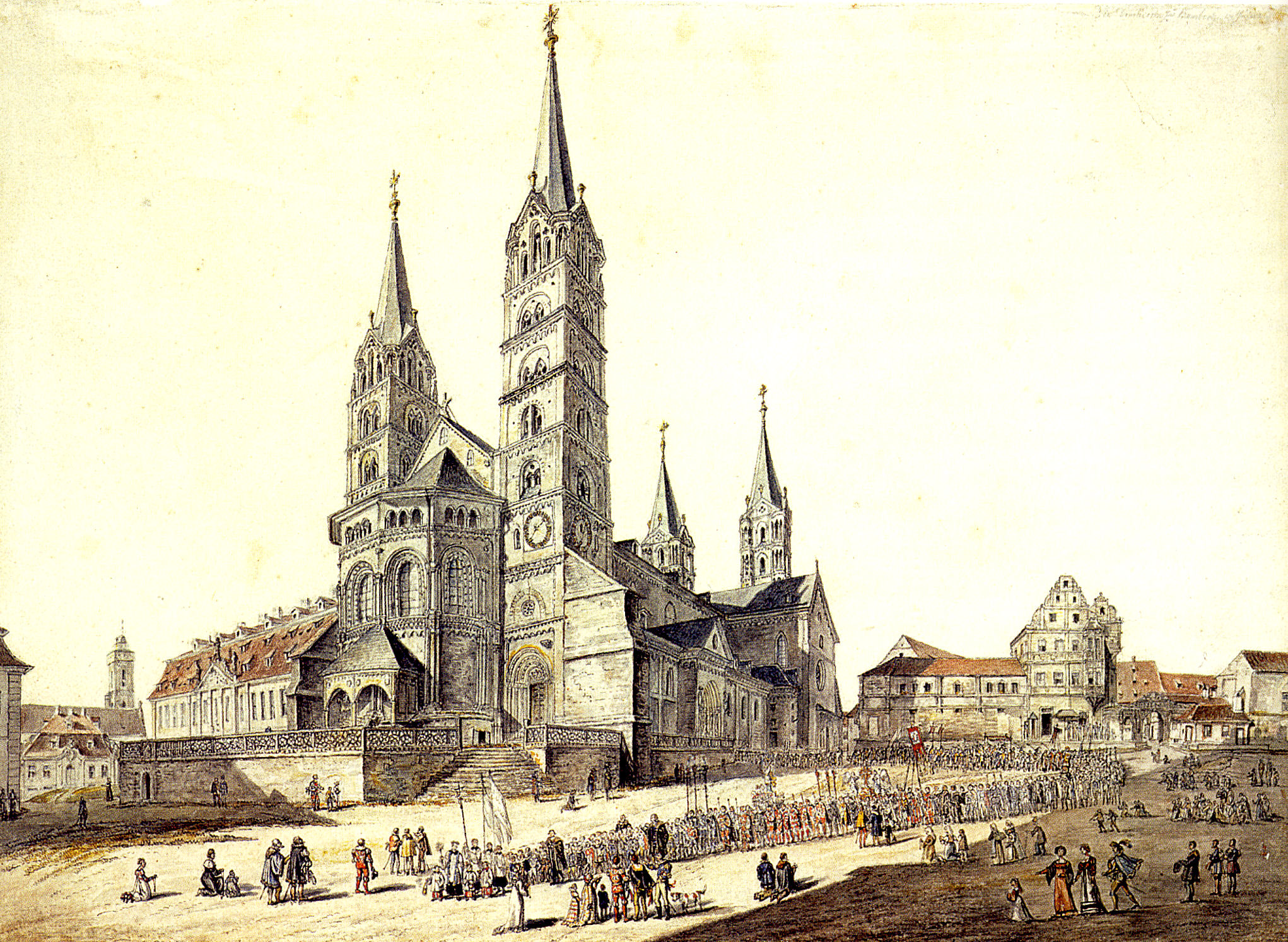
Bamberger Dom, Teil des Domplatzes und Alte Hofhaltung, 1819

Der Bamberger Dom St. Peter und St. Georg (Domplatz 2) gehört zu den deutschen Kaiserdomen und ist mit seinen vier Türmen das beherrschende Bauwerk der Bamberger Altstadt.
Im Inneren befinden sich der Bamberger Reiter, das Kaisergrab des einzigen heiliggesprochenen Kaiserpaars (Heinrich II. und Kunigunde) des Heiligen Römischen Reichs aus der Werkstatt Tilman Riemenschneiders, sowie das einzige Papstgrab (Clemens II.) nördlich der Alpen.
Richtung Südosten, direkt anschließend an den Dom, ist das Bamberger Diözesanmuseum untergebracht (Domplatz 5).

### Domherrenhöfe

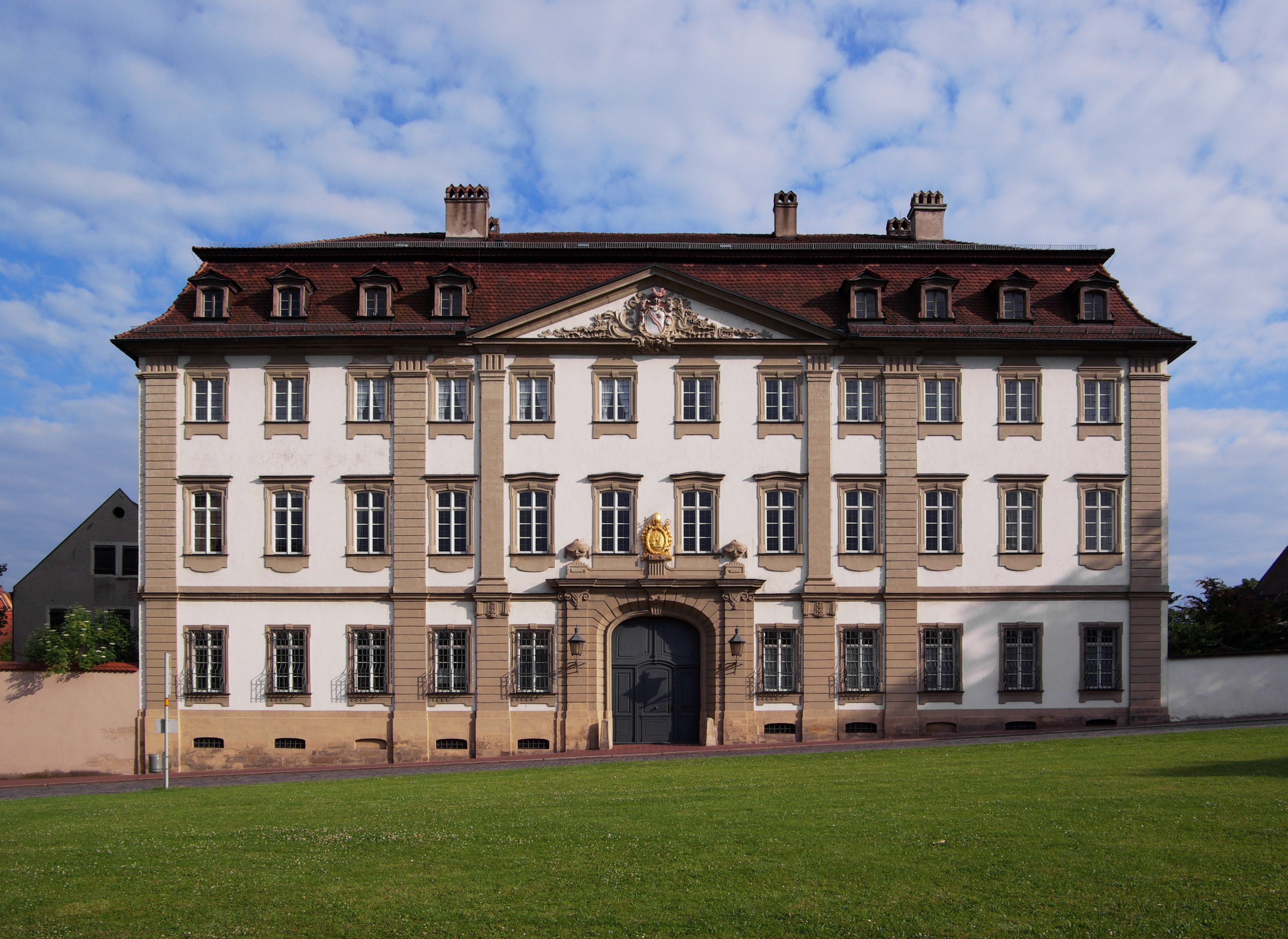
Obere Karolinenstraße 5 (Curia Sti. Pauli)

In den Domherrenhöfen befinden sich die Wohnungen der Domkapitulare und anderer geistlicher Würdenträger.
- Domplatz 1 (Curia Sti. Hippolyti);
- Domplatz 2 (Curia Stm. Sebastiani et Fabiani);
- Domplatz 3 (Curia St. Laurentii);
- Domplatz 4;
- Domstraße 2 (Curia Sti. Basii);
- Domstraße 3 (Curia Stm. Mariae et Chunegundis);
- Domstraße 5 (Curia St. Lamperti);
- Domstraße 7 (Curia Stae. Elisabethae);
- Domstraße 9 (Curia Stm. Johannis et Pauli.);
- Domstraße 11;
- Obere Karolinenstraße 1 (Curia Schönborniana);
- Obere Karolinenstraße 2;
- Obere Karolinenstraße 3 (Curia Sti. Sebastiani);
- Obere Karolinenstraße 4 (Curia Stm. Philipp et Jacobi.);
- Obere Karolinenstraße 5 (Curia Sti. Pauli), jetzt  Erzbischöfliches Palais.

### Alte Hofhaltung

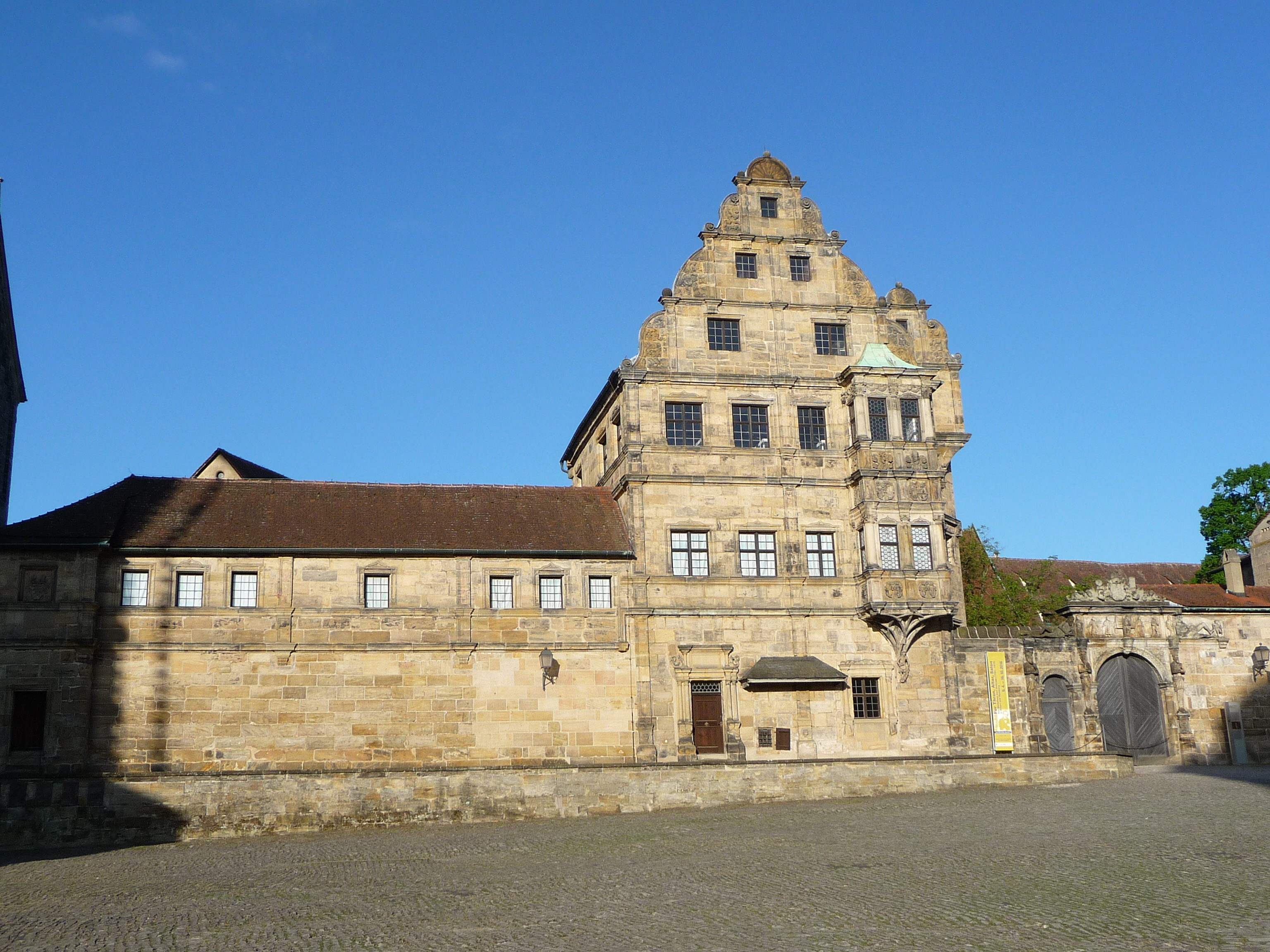
Alte Hofhaltung von Osten

Die Alte Hofhaltung (Domplatz 7) diente in der Vergangenheit als Kanzlei, Bibliothek und Ratsstube. Heute befindet sich dort das Historische Museum der Stadt Bamberg. Im Sommer finden im Hof die Calderon-Festspiele als Freilichtaufführungen statt.

### Neue Residenz
Die Neue Residenz (Domplatz 8) war der ehemalige Amtssitz der Bamberger Fürstbischöfe. Heute beherbergt sie die Staatsbibliothek Bamberg und die Staatsgalerie, eine Zweiggalerie der Bayerischen Staatsgemäldesammlungen. Zu den berühmtesten Gemälden der Sammlung gehört Hans Baldung Griens Gemälde Die Sintflut.
Vom Rosengarten der Neuen Residenz aus hat man einen Blick auf die Michaelskirche und die Dächer der Bürgerstadt.

### Erzbischöfliches Palais
Die Residenz des Bamberger Erzbischofs (Obere Karolinenstraße 5) ist die Zentrale des Erzbistums Bamberg, zu dem auch die Suffraganbistümer Eichstätt, Speyer und Würzburg gehören.
Dort residiert der aktuelle Bamberger Erzbischof Herwig Gössl

## Denkmale

### Tattermannsäule

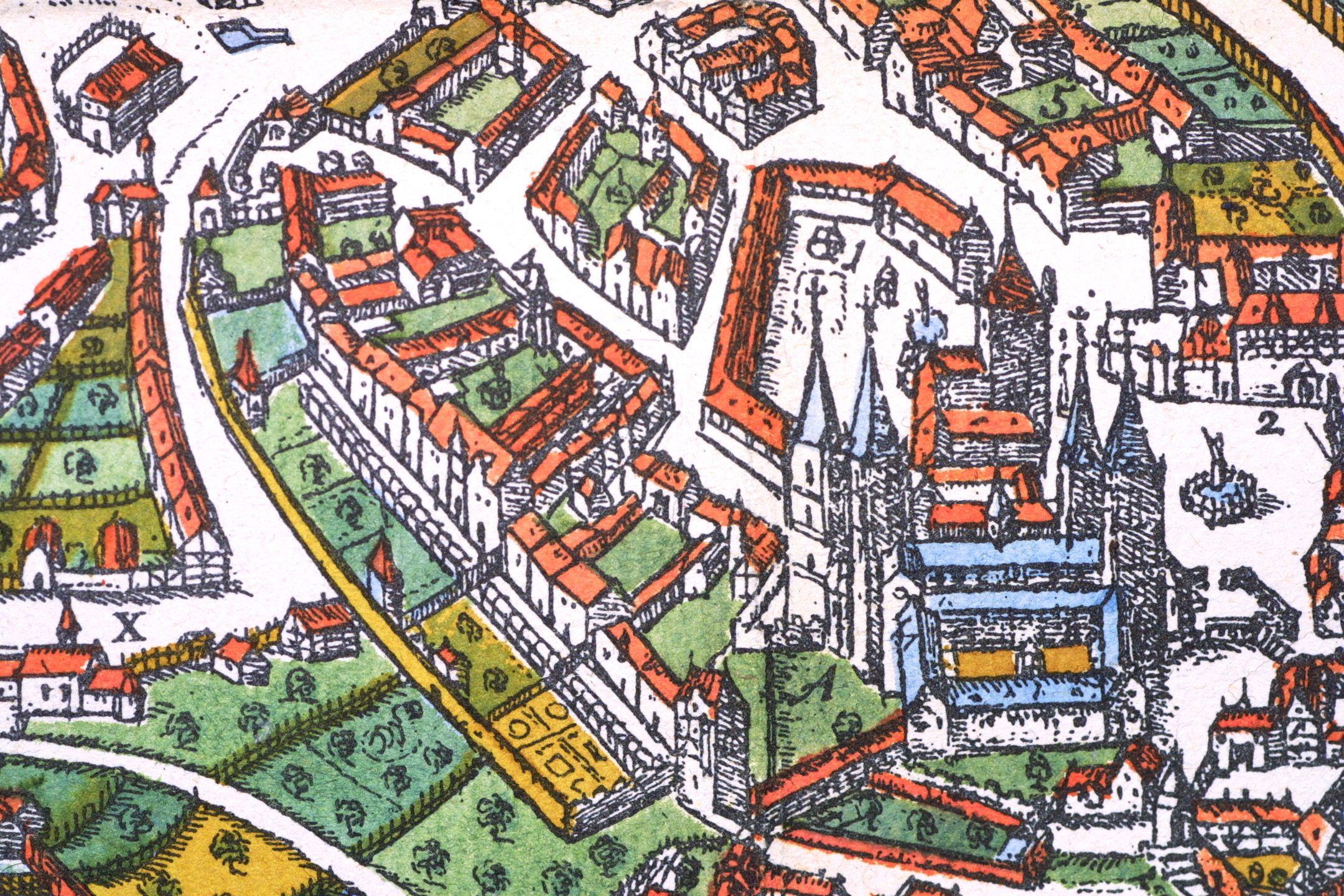
Tattermannsäule nicht sichtbar hinter den östlichen Domtürmen. In der Mitte des Domberges ein Brunnen.

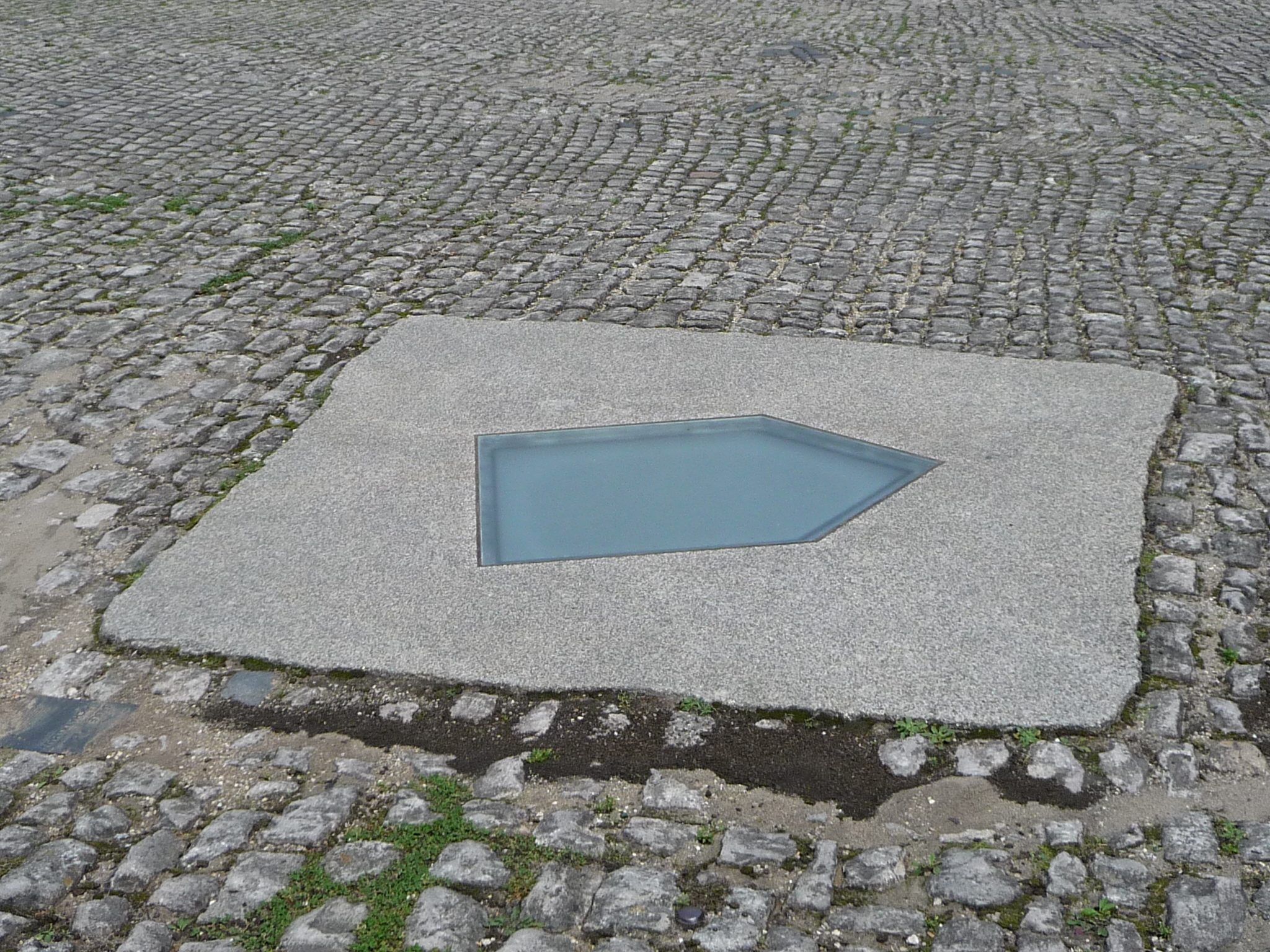
Der Standort der Tattermannsäule ist gekennzeichnet durch eine negative Säule, die in Form eines Hauses in ausgehöhltem Granit in die Erde eingelassen ist.

Auf dem Domplatz stand eine schlanke Säule mit einer Figur, die im Volksmund „Tattermann“ hieß und der Legende nach als der von Kaiser Heinrich II. bestimmte Mittelpunkt des Reiches, der „Nabel des Reiches“ (lateinisch: umbilicus imperii) galt, da Bamberg seine Lieblingsresidenz darstellte. Der Tattermann war wahrscheinlich eine stark verwitterte Christusfigur, die womöglich den Leidensmann darstellte. Diese Säule, von der Johann Georg Kaufmann zwei Jahre vorher noch eine Zeichnung angefertigt hatte, wurde wegen Baufälligkeit am 3. Januar 1779 abgerissen. Die Säule hatte eine Höhe von 8,42 Metern, wovon die Figur des segnenden Christus 1,74 Meter einnahm.
Über den Namen Tattermann gibt es unterschiedliche Spekulationen:
- Säule des tattrigen Mannes (nach dem verwitterten Aussehen der Figur)
- Säule des Tattar (nach einem Personennamen)
- Säule des Tataren (nach dem Volk der Tataren)

Zur Tausendjahrfeier des Bistums im Jahr 2007, wurde der sogenannte „Nabel der Welt“ (der sich vertieft im Domplatz, nahe dem Dom befindet) in Kooperation mit der Villa Concordia von dem israelischen Künstler Micha Ullman errichtet. Er soll an den Standort der Tattermannsäule erinnern, und somit auch an deren Aufgabe, den Mittelpunkt des Reiches zu kennzeichnen.

### Denkmal für Franz Ludwig von Erthal
Dieses Denkmal für den ehemaligen Fürstbischof Franz Ludwig von Erthal (1779 bis 1795), das vor der Neuen Kanzlei der Alten Hofhaltung stand, wurde 1936 demontiert, kam 1958 auf den heutigen Synagogenplatz vor den dortigen Bau der Allgemeinen Ortskrankenkasse (AOK) und zog mit der AOK und deren Neubau etwa 1982 in die Pödeldorfer Straße um.

### Denkmal für Luitpold von Bayern

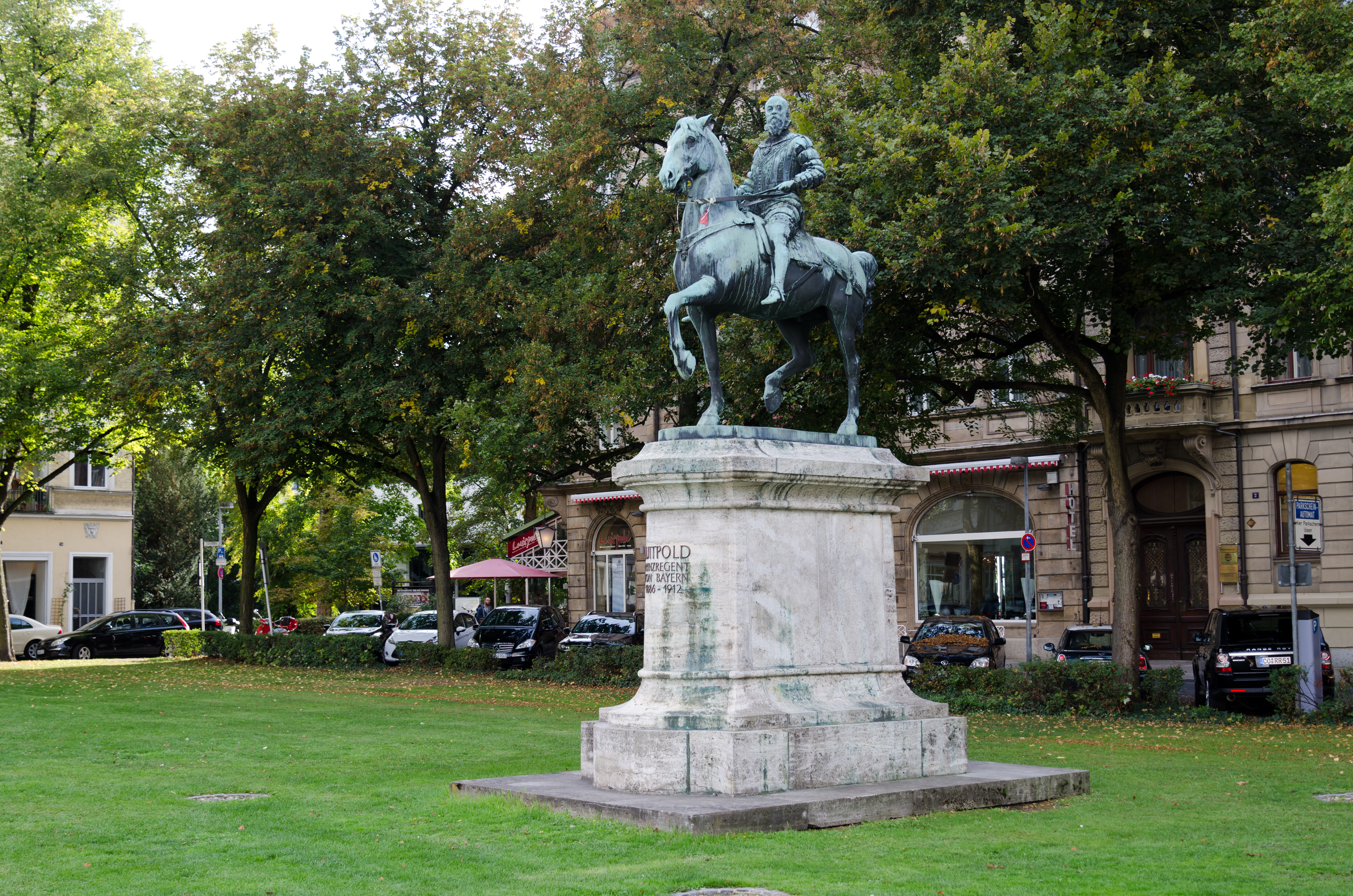
Luitpoldsdenkmal am Schönleinsplatz

Im Oktober 1899, wurde auf dem Domplatz – wie es im 19. Jahrhundert üblich war – ein Denkmal für den regierenden Herrscher aufgestellt. Das Reiterstandbild des bayerischen Prinzregenten Luitpold (1886 bis 1912) unterhalb des Domkranzes blieb dort allerdings nicht sehr lange, fristete später ein langes Schattendasein in einem Depot und steht heute auf dem Schönleinsplatz in der Bamberger Innenstadt. Dort hat es schon manchen Touristen in die Irre geführt, der dieses Reiterstandbild für den berühmten Bamberger Reiter hielt.